# Джийн Отри
Орвън Гроувър „Джийн“ Отри (Orvon Grover „Gene“ Autry) е американски певец, музикант и актьор, който придобива известност с изпълненията си като „пеещ каубой“. Той е единствения артист, който има 5 звезди на Холивудската алея на славата – по една за всяка категория.

## Биография
Джийн Отри е роден на 29 септември 1907 г. в Тиога, Тексас.
Изявява се в телевизията, радиото и киното в продължение на повече от 30 години. През 1942 г. е номиниран за награда „Оскар“, а през 2009 г. получава награда „Грами“ за цялостно творчество.
Отри е собственик на няколко телевизионни станции и радиостанции в Южна Калифорния и собственик на бейзболният отбор „Лос Анджелис Ейнджълс“ от Анахайм от 1961 до 1997 г.
Умира от лимфома на 2 октомври 1998 г. в дома си в Лос Анджелис. 
На надгробната му плоча пише: „Любимият каубой на Америка, американски герой, филантроп, патриот и ветеран, филмова звезда, певец, композитор, фен на бейзбола и собственик на бейзболен отбор, медиен предприемач, любящ съпруг и джентълмен“.